# Депеш Мод
«Депеш мод» — роман українського письменника Сергія Жадана, опублікований вперше у літературному журналі «Березіль» у 2004 році (№ 7–9 з 2004 рік). У цьому ж році роман виходить окремою книгою у харківському видавництві «Фоліо».

## Анотація
Роман Сергія Жадана «Депеш Мод» — «непричесана» і жорстка історія входження в серйозне життя. Дія твору відбувається у червні 1993 року.
|  | Троє друзів мусять терміново знайти четвертого, який зник у невідомому напрямку, і повідомити йому про самогубство вітчима. Саша Карбюратор повинен встигнути на похорон… Що це: пронизливий ліричний текст? стьоб? практичний довідник для нонконформіста і лівого терориста? релігійний роман? роман-знущання? «Депеш Мод» тільки з першого погляду скидається на галюцинацію напівголодного студентика, насправді це строкатий портрет перехідної доби і покоління, яке зависло в жорстокому міжчассі дев’яностих. |

## Видання

### Друковані та ebook
- Сергій Жадан. «Депеш Мод». Післямова: Павло Загребельний. Харків: «Фоліо». 2004. 240 стор. ISBN (Серія «Графіті») ISBN 966-03-2712-9
  - (перевидання у видавництві Фоліо) 2005, 2006, 2008, 2009, 2011, 2014
  - (перевидання) Сергій Жадан. «Депеш Мод». Харків: «КСД». 2015. 235 стор. ISBN 978-966-14-9984-2 (e-book), ISBN 978-966-14-9096-2 (паперове)

## Аудіокнига
У 2007 році дніпровське видавництво МА «Арт-Вертеп — Lift» випустило однойменну аудіокнигу на CD-диску у форматі mp3, що містить повний варіант роману начитаний автором та Іреною Карпою.

### Зміст
1. 15.02.04 (неділя) Коли мені було 14…
2. 17.06.93 (четвер) Вступ № 1. 17 червня, близько п'ятої дня
3. Вступ № 2. Знаєте, що найгірше? я не знав
4. Преподобний Джонсон-і-Джонсон
5. Вступ № 3. Мої друзі хочуть
6. Вступ № 4. Коли я стану дорослим
7. 18.06.93. Миколо Івановичу? Давай, синок
8. Частина перша. Чиєї смерті ти хочеш насамперед
9. 9.15. Ця лірична історія
10. 14.40. Роми живуть на іншому кінці міста
11. 22.15. Починається дощ
12. Частина друга. Ріка, що тече проти власної течії
13. 20.06.93 (неділя) Спати хочу
14. Книга № 1. Гримучий вазелін (бібліотека трударя)
15. Весела безпритульність

### Над книгою працювали
- Автор тексту, виконання — Сергій Жадан
- В ролі перекладача Джонсона-і-Джонсона — Ірена Карпа
- Дизайн — Ігор Волошин

## Переклади
У 2005 році зроблено переклад російською мовою роману перекладачкою Анною Бражкіною та видано у Санкт-Петербурзькому видавництві «Амфора». Це видання спричинило резонанс тим що видавництво свідомо видало переклад без зазначення ані перекладачки, ані того, що це переклад з української мови. У 2011 та 2012 роках в Україні перевидали цей переклад Бражніної у видавництві «Фоліо».
- Сергей Жадан. Депеш Мод. Перевод с украинского: Анна Бражкина. Санкт-Петербург: Амфора, 2005. 219 с. ISBN 5-94278-943-6
- (перевидання) Сергей Жадан. Депеш Мод. Перевод с украинского: Анна Бражкина. Харьков: Фолио, 2011, 2012. 219 с. (Граффити) ISBN 978-966-03-5780-8

У 2006 році роман вийшов польською у видавництві «Czarne» у перекладі Міхала Петрика.
- Serhij Żadan. «Depeche Mode». Przekład z języka ukraińskiego: Michał Petryk. Warszawa: Wydawnictwo Czarne. 2006. 244 stron. ISBN 978-8389755513

У 2006 році — білоруською у видавництві «Пяршак» у перекладі Таццяни Урублеусай (у форматі ebook).
- Сяргей Жадан. Дэпэш мод. Пераклала з украінскае на беларускую мову (тарашкевіца) — Таццяна Урублеўская. Мінск: Пяршак. 2006. 236 с. ISBN n/a[2]

У 2007 роман виходить німецькою у видавництві «Suhrkamp Verlag» у перекладі Сабіни Стьохр.
- Serhij Zhadan. «Depeche Mode». Übersetzung aus dem Ukrainischen: Juri Durkot, Sabine Stöhr. Berlin: Suhrkamp Verlag. 2007. 245 Seiten. ISBN 9783518124949

У 2008 роман виходить литовською.
- Serhij Žadan. Depeche Mode. Išvertus iš ukrainiečių: Vytas Dekšnys. Vilnius: Kitos Knygos 2008. 232 p. ISBN 9789955640547

У 2009 італійською.
- Serhij Zhadan. Traduzione dall'ucraino di: Lorenzo Pompeo. Rome: Castelvecchi. 2009. 209 p. ISBN 9788876152740
- (угорською) Szerhij Zsadan. Depeche Mode. Fordítás ukrán: Körner Gábor. 2010. 274 b. Budapest: Európa Könyvkiadó Kft. ISBN 9789630789264

У 2010 шведською.
- Serhij Zjadan. Depeche Mode. Översatt från ukrainska: Nils Håkanson. Stokholm: 2244/Bonniers. 2014 197 s. ISBN 9789186729431

У 2013 роман виходить англійською у британсько-нідерландському видавництві Glagoslav Publications у перекладі Мирослава Шкандрія
- Serhiy Zhadan. Depeche Mode. Translated from the Ukrainian: Myroslav Shkandrij. London: Glagoslav Publications. 2013. 202 pp. ISBN 978-1-909156-86-9 (epub) ISBN 978-1909156845 (paperback)

У 2019 — болгарською.
- Сергий Жадан. Депеш мод. Превод от украински: Райна Камберова. София: Paradox. 2019. 232 стр. ISBN 978-954-553-227-6[3]

У 2020 — естонською.
- Sergi Žadan. Depeche Mode. Tõlge ukraina keelest: Riina Roasto. Tallinn: Kultuurileht. 2020. 168 lk. ISBN 978-994-9638-94-9[4]

У 2023 роман виходить румунською.
- Serhii Jadan. Depeche Mode. Traducere din ucraineană și note de Maria Hoșciuc. Chișinău: Editura Cartier. 2023. 243 pag. ISBN 9789975866767

## Екранізації
У 2013 розділ «Ріка, яка пливе проти власної течії» було екранізовано під назвою ДепешМод режисером Михайлом Лук'яненком.